# 古家野泰也
古家野 泰也（こやの やすなり、1942年12月6日 - 2017年9月5日）は、日本の弁護士、経営者。京都放送社長を務めた。岡山県出身。

## 経歴
1965年に岡山大学法文学部を卒業。1968年に司法試験に合格し、1971年に弁護士を登録。1990年に京都弁護士会副会長に就任。1994年11月にイトマン事件で経営危機に陥っていた近畿放送(のちの京都放送)の更生管財人となり、1995年11月には社長に就任し、経営再建に尽力した。2002年に会長に就任。
2017年9月5日肺癌のために死去。74歳没。